# Darkbloom (Grimes e d'Eon)
Darkbloom è uno split realizzato come EP dai musicisti canadesi Grimes e d'Eon e pubblicato nel 2011.

## Tracce
Tracce 1–5 interpretate, scritte e prodotte da Grimes; tracce 6–9 interpretate, scritte e prodotte da d'Eon.

1. Ophia – 1:09
2. Vanessa – 5:24
3. Crystal Ball – 3:16
4. Urban Twilight – 4:16
5. Hedra – 3:39
6. Telepathy – 3:03
7. Thousand Mile Trench – 6:00
8. Tongues – 4:02
9. Transparency – 5:30